# Namunukula
Namunukula – pasmo górskie Sri Lanki leżące w prowincji Uwa w pobliżu miasta Badulla. Najwyższa wysokość bezwzględna to 2011.7 m n.p.m. Nazwa oznacza „dziewięć szczytów”.
Na zboczach gór znajduje się świątynia Ampitija Radźamaha Wiharaja wzniesiona jakieś 200 lat temu. Obiekt jest oddalony od miasta Badulla około 25 km.